# Нечипорук Володимир Павлович
Володимир Павлович Нечипорук — український політик, народний депутат України III та IV скликання. Полковник міліції, кандидат юридичних наук; голова Партії «Народна влада» (2004—2009).
Народився 18 січня 1949 (с. Лагодинці, Красилівський район, Хмельницька область); українець; дружина Алла Анатоліївна (1964) — філософ (соціолог), головний консультант Комітету Верховної Ради України; син Олег (1977) — юрист; дочка Оксана (1984) — студентка.
Освіта: Львівський автошляховий технікум, технік-механік; Київський університет імені Тараса Шевченка, юридичний факультет (1982), юрист-правознавець; Академія МВС СРСР (1992; програма підготовки керівних кадрів МВС союзних республік); кандидатська дисертація «Кримінальна відповідальність за порушення політичних прав громадян» (2001).
Народний депутат України 4-го скликання з квітня 2002 до квітня 2006, виборчій округ № 194, Хмельницька область, самовисування. «За» 13,90 %, 12 суперників. На час виборів: народний депутат України, безпартійний. Член фракції СДПУ(О) (травень 2002 — листопад 2003), уповноважений представник фракції (з червня 2002), член групи «Народовладдя» (листопад 2003 — травень 2004), член групи «Демократичні ініціативи Народовладдя» (травень — вересень 2004), член фракції партії «Єдина Україна» (вересень 2004 — вересень 2005), позафракційний (вересень — грудень 2005), член фракції ПППУ (з грудня 2005). Голова підкомітету з питань парламентського контролю за діяльністю правоохоронних органів Комітету з питань законодавчого забезпечення правоохоронної діяльності (з червня 2002).
Народний депутат України 3-го скликання з березня 1998 до квітня 2002, виборчій округ № 194, Хмельницька область. На час виборів: генеральний директор ТОВ «Октан-Моторс ЛТД». Член фракції НДП (травень — червень 1998), фракції «Громада» (червень 1998 — лютий 1999), позафракційний (лютий 1999, січень — лютий 2001), член групи «Відродження регіонів» (лютий — березень 1999, квітень 1999 — січень 2001), фракції «Батьківщина» (березень — квітень 1999, з лютого 2001). Голова підкомітету з питань боротьби з організованою злочинністю та корупцією Комітету з питань законодавчого забезпечення правоохоронної діяльності та боротьби з організованою злочинністю і корупцією (липень 1998 — лютий 2000), перший заступник голови Комітету з питань законодавчого забезпечення правоохоронної діяльності (з лютого 2000).
- 1967—1968 — водій Старокостянтинівської автобази Хмельницької області.
- 1968—1970 — служба в армії.
- 1970—1972 — водій-наставник Красилівського машинобудівного заводу; інструктор Красилівського автомотоклубу.
- 1972—1975 — водій-наставник Красилівського машинобудівного заводу; інженер Красилівського АТП 22036.
- 1975—1993 — служба в органах внутрішніх справ України.
- 1991—1993 — начальник Управління соціального захисту працівників правоохоронних органів при Кабінеті Міністрів України.
- 1994—1998 — старший консультант Секретаріату Верховної Ради України; генеральний директор ТОВ «Октан-Моторс», м. Київ.
- 2010– до цього часу  — керівник підрозділу безпеки CityCommerceBank, м. Київ.

Кандидат у Президенти України на виборах 2004 р. У 1-му турі 6171 голос (0.02 %), 24-е місце серед 24 претендентів.
Заслужений юрист України (серпень 2002). Медалі: «За відмінну службу з охорони громадського порядку», «Пам'ять 1500-річчя Києва». Почесний знак ДТСААФ СРСР. Подяка Президента України (листопад 1999). Почесна грамота Кабінету Міністрів України (січень 2004). Звання «Відмінний прикордонник» I ст., іменна зброя. Ордени Св. рівноапостольного князя Володимира Великого III, II, I ст., орден Св. архістратига Михаїла, орден Христа Спасителя (УПЦ КП). Орден «Різдво Христове» I ст. (2000, УПЦ), орден Петра Великого II, I ст. Орден «Козацька слава» III, II, I ст.
Учасник ліквідації наслідків аварії на ЧАЕС 1-ї категорії.
Автор законопроєктів: «Про організаційно-правові основи боротьби з організованою злочинністю», «Про боротьбу з корупцією», «Про посилення відповідальності за незаконне заволодіння транспортними засобами» та ін., співавтор Кримінального кодексу України, проєктів Кримінально-процесуального і Адміністративного кодексів України.
Володіє німецькою мовою.
Захоплення: будівництво, архітектура.